# Rubberband
Rubberband je studiové album amerického jazzového trumpetisty Milese Davise. Vydáno bylo posmrtně v září roku 2019 společností Rhino Records. Davis desku začal nahrávat pro společnost Warner Bros. Records poté, co po mnoha letech odešel od vydavatelství Columbia Records. V té době se však album vydání nedočkalo. Jako hosté se na desce podílely například zpěvačky Lalah Hathaway a Ledisi.

## Seznam skladeb
| Pořadí | Název                        | Délka |
| ------ | ---------------------------- | ----- |
| 1.     | Rubberband of Life           | 5:43  |
| 2.     | This Is It                   | 4:36  |
| 3.     | Paradise                     | 6:10  |
| 4.     | So Emotional                 | 5:18  |
| 5.     | Give It Up                   | 6:28  |
| 6.     | Maze                         | 4:11  |
| 7.     | Carnival Time                | 4:24  |
| 8.     | I Love What We Make Together | 5:05  |
| 9.     | See I See                    | 4:19  |
| 10.    | Echoes in Time / The Wrinkle | 9:25  |
| 11.    | Rubberband                   | 6:10  |

## Obsazení
- Miles Davis – trubka, klávesy, syntezátor, aranžmá
- King Errisson – konga, perkuse, timbales
- Attala Zane Giles – programování bicích, klávesy, kytara, baskytara, aranžmá
- Arthur Haynes – kontrabas, klávesy, programování bicích, aranžmá
- Ledisi – zpěv, doprovodné vokály
- Randy Hall – kytara, klávesy, zpěv, doprovodné vokály, programování bicích, aranžmá
- Anthony „Mac Nass“ Loffman – klávesy, programování bicích, samply, aranžmá
- Vince Wilburn, Jr. – bicí, perkuse, programování bicích, aranžmá
- Michael Paulo – altsaxofon
- Adam Holzman – klávesy, syntezátor, programování
- Steve Reid – elektronické perkuse
- Medina Johnson – zpěv, doprovodné vokály, aranžmá
- Javier Linares – klavír, klávesy
- Munyungo Jackson – timbales, perkuse
- Michael Paulo – altsaxofon, tenorsaxofon, flétna
- Lalah Hathaway – zpěv, doprovodné vokály
- Isaiah Sharkey – kytara
- Felton Crews – baskytara
- Glenn Burris – tenorsaxofon, altsaxofon
- Angus Thomas – baskytara
- Mike Stern – kytara
- Robert Irving III – klávesy, syntezátor, aranžmá
- Marilyn Mazur – perkuse
- Steve Thornton – perkuse
- Bob Berg – saxofon
- Neil Larsen – klávesy, syntezátor, programování bicích
- Keith Nelson – baskytara
- Rick Braun – trubka, pozoun
- Wayne Linsey – klávesy, baskytara, programování bicích